# Станислав Јежи Лец
Станислав Јежи Лец (пољ. Stanisław Jerzy Lec; Лавов, 6. март 1909 – 7. мај 1966), рођен као барон Станислав Јежи де Туш-Лец, био је пољски афористичар и песник. Често помињан међу највећим писцима послератне Пољске, био је један од најутицајнијих афористичара 20. века, познат по лирској поезији и скептичним филозофско-моралним афоризмима, често са политичким подтекстом.

## Биографија
Син барона Бенона де Туш-Леца и Аделе Сафрин, рођен је 6. марта 1909. у Лембергу, Аустроугарска (сада Лавов) у јеврејској племићкој породици. Породица се преселила у Беч на почетку Првог светског рата и Лец је тамо стекао своје рано образовање. После рата породица се вратила у Лавов у Другој Пољској Републици. Лец је похађао Лемберг евангеличку школу. Године 1927. дипломирао је и започео студије пољског језика и права на Универзитету у Лавову, са ког је дипломирао 1933.
Његов књижевни деби био је 1929. Већи део његовог раног рада била је лирска поезија која се појављује у левичарским и комунистичким часописима. Сарађивао је са комунистичким „Dziennik Popularny“ између 1933. и 1936. Године 1935. био је суоснивач пољског сатиричног часописа Szpilki. „Књижевни кабаре“ који је основао у Лавову у сарадњи са Леоном Пастернаком 1936. године затвориле су га власти након неколико одржавања. Није се чак ни његов имиџ поштовања закона побољшао након што је учествовао на Конвенцији културних радника, радикалном конгресу који је исте године покренуо међународни комунистички покрет Народни фронт. Касније те године провео је неколико месеци у Румунији, плашећи се да би његов активизам могао довести до хапшења у Пољској. Наредне две године провео је у Варшави, где је био укључен у низ других левичарских публикација.
Након немачке инвазије на Пољску 1. септембра 1939, Лец је побегао из Варшаве, враћајући се у свој родни град, Лавов. Лец је тамо провео од 1939. до 1941. док је град заједно са остатком Пољске источне границе окупирао Совјетски Савез након совјетске инвазије на Пољску 17. септембра 1939. Док је био у Совјетском Савезу, Лец се укључио у књижевни живот под покровитељством власти Украјинске ССР. Сарађивао је у часопису „Нови хоризонти“. Његове песме, сатире, чланци и преводи са руског објављени су у часопису „Красное Знамя”. Године 1940. придружио се Унији совјетских писаца Украјине и постао члан редакције „Књижевног алманаха” у Лавову. Кроз ову и сличне активности постао је један од најплоднијих просовјетских пољских писаца, стварајући бројна дела која величају совјетски режим, укључујући прву песму о Стаљину написану на пољском језику (Stalin, „Czerwony Sztandar“ 5. децембар 1939). Неколико његових радова објављено је у новинама Czerwony Sztandar (Црвени банер). Дана 19. новембра 1939. Лец је потписао резолуцију којом се позива на инкорпорацију пољских источних пограничних подручја у територију Совјетског Савеза. Лецова сарадња са совјетским властима остаје контроверзна до данас, иако га је бранио Адам Михник који је у својој књизи из 2007. написао да је Лец неправедно жигосан од стране критичара као „совјетски сарадник“ на основу његових „најслабијих, најмањих, успешних, или најискреније конформистичких комада“. 

После напада нацистичке Немачке на Совјетски Савез био је затворен у немачком радном логору у Тарнопољу (данас Тернопољ), из којег је неколико пута покушао да побегне. Добио је смртну казну за свој други покушај бекства, али је успео да побегне 1943. У својој аутобиографији описао је своје бекство као да се догодило након што је убио свог чувара лопатом када су га водили да копа сопствени гроб. Ово је постало тема једне од његових најпознатијих песама „Онај који је ископао свој гроб“ (из циклуса „Авељу и Каину“):
Онај који је сам себи ископао гроб гледа пажљиво на пословима гробара, али не педантно: за ову копа гроб не за себе.
Након бекства учествовао је у партизанском рату у оквиру комунистичких формација пољског отпора (Gwardia Ludowa и Armia Ludowa), и на крају је служио у редовним јединицама Пољске народне армије до краја рата, који је завршио у чину мајора. Такође је уређивао подземни билтен комунистичког отпора Żołnierz w Boju (Војник у борби) и комунистички часопис Wolny Lud (Слободна нација).
Лецова ратна служба омогућила му је да добије дипломатско место аташеа за културу у Бечу. Пошто се разочарао у комунистичку владу, отишао је у Израел 1950. са супругом, сином и ћерком. Лец није могао да се прилагоди животу у Израелу и вратио се у Пољску са сином после две године боравка. Његова жена и ћерка су остале у Израелу. Преселио се у мали град у којем је током рата био у подземљу и тамо се поново оженио пре него што се вратио у Варшаву. У почетку је радио као преводилац, пошто су му пољске комунистичке власти одузеле право да пише или објављује све до касних 1950-их. Био је изузетно популаран, и упркос антикомунистичким и антитоталитарним темама његових каснијих радова, приређена му је званична државна сахрана у Варшави када је умро 7. маја 1966. Те године је одликован официрским крстом Ордена Polonia Restituta.

## Радови
Лецови рани радови били су првенствено лирска поезија. У позним годинама постао је познат по афоризмима и епиграмима. На њега су утицале религиозне (јеврејске и хришћанске) као и европске културне традиције. У својим делима често је модернизовао древне поруке, чувајући њихову универзалност. Његове запажене песме као што су Notatnik polowy (Теренска свеска 1946), Rękopis Jerozolimski (Јерусалимски рукопис; 1950–1952, прерађен 1956. и 1957.) и Do Kaina i Abla (Каину и Авељу; 1961.) имале су тему истраживања. свет кроз иронију, меланхолију и носталгију. Његови каснији радови, обично врло кратки (афоризми), кроз технике као што су игра речи, парадокс, бесмислица, апстрактни хумор и дидактичност преносе филозофска размишљања кроз појединачне фразе и реченице. Збирке Лецових афоризама и епиграма укључују Z tysiąca jednej fraszki (Из хиљаду и једне ситнице; 1959), Fraszkobranie (Скупљање ситница; 1967); и Myśli nieuczesane (Неоштећене мисли; 1957, након чега следе наставци 1964. и 1966).
Његово дело је преведено на више језика, укључујући енглески, немачки, словачки, холандски, италијански, српски, хрватски, шведски, чешки, фински, бугарски, руски, румунски и шпански.

## Породица
Лец је био два пута ожењен, прво са Елжбетом Русивиц, са којом је имао сина Јана (1949) и ћерку Малгорзату (1950), а други са Кристином Свитонском, са којом је добио сина Томаша.

## Главни радови
- Barwy (1933)
- Spacer cynika (1946)
- Notatnik polowy, poems (1946)
- Życie jest fraszką (1948)
- Nowe wiersze (1950)
- Rękopis jerozolimski (1956)
- Myśli nieuczesane (1957)
- Z tysiąca i jednej fraszki (1959)
- Kpię i pytam o drogę (1959)
- Do Abla i Kaina (1961)
- List gończy (1963)
- Myśli nieuczesane nowe (1964)
- Poema gotowe do skoku (1964)
- Fraszkobranie (1966)